# فلورنسا جوين
فلورنسا جوين (بالألمانية: Florence Joy)‏ (و. 1986  م) هي ممثلة، وممثلة صوت، ومغنية، وممثلة أفلام ألمانية، ولدت في تسيفن.

## وصلات خارجية
- فلورنسا جوين على موقع IMDb (الإنجليزية)
- فلورنسا جوين على موقع ديسكوغز (الإنجليزية)

- فلورنسا جوين في قاعدة بيانات الأفلام على الإنترنت